# هتل پرستاره
هتل پر ستاره یک مسابقه تلویزیونی به کارگردانی ایرج طهماسب است که در سال ۱۳۶۸ ساخته و در نوروز ۱۳۶۹ از برنامه کودک و نوجوان شبکه یک پخش شد.

## بازیگران
- حسین محب‌اهری
- شهره لرستانی
- سعید نیک‌پور
- علی عمرانی
- علی زاهدی
- ایرج طهماسب